# Portugiesische Fußballnationalmannschaft (U-21-Männer)
Die portugiesische U-21-Fußballnationalmannschaft ist eine Auswahlmannschaft portugiesischer Fußballspieler. Sie gehört zur Federação Portuguesa de Futebol und repräsentiert sie auf der U-21-Ebene, in Freundschaftsspielen gegen die Auswahlmannschaften anderer nationaler Verbände, aber auch bei der Europameisterschaft des Kontinentalverbandes UEFA. Spielberechtigt sind Spieler, die ihr 21. Lebensjahr noch nicht vollendet haben und die portugiesische Staatsangehörigkeit besitzen. Bei Turnieren ist das Alter beim ersten Qualifikationsspiel maßgeblich.

## Geschichte
Das erste U-21-Länderspiel bestritt Portugal am 21. April 1971 gegen Spanien. In der torlosen Partie liefen unter anderem die späteren A-Mannschaft-Spieler Manuel Bento und Toni auf. Das erste offizielle Spiel der Mannschaft endete mit einem 2:1-Sieg über Luxemburg in der Qualifikation zur ersten U-21-Europameisterschaft 1978.
Bis einschließlich 1992 konnte sich die U-21-Auswahl Portugals für keine Europameisterschaft qualifizieren. Erst zur Euro 1994 gelang die erste Teilnahme. Im Viertelfinale musste die Mannschaft gegen Polen antreten und konnte klar in zwei Spielen mit einem Gesamtergebnis von 5:1 gewinnen. Im Halbfinale trafen die Südeuropäer dann auf den Landesnachbarn Spanien, wobei sich die Portugiesen mit 2:0 durchsetzten. Am 20. April 1994 in Montpellier trat das Team dann dem Titelverteidiger Italien gegenüber. Nach 90 Minuten hatte es 0:0 gestanden. Erst in der Verlängerung setzten sich die Italiener mit 1:0 durch.
1996 bei der EM in Spanien konnten sich die Portugiesen zum zweiten Mal in Folge qualifizieren. Gleich im Viertelfinale musste die Mannschaft gegen den Finalgegner aus Italien antreten. Das Hinspiel konnte das Team mit 1:0 für sich entscheiden, verlor aber das Rückspiel mit 0:2, so dass der Traum von einer erneuten Endspielteilnahme schon frühzeitig geplatzt war.
Die beiden Turniere 1998 und 2000 verpassten die Portugiesen und scheiterten bereits in ihren Qualifikationsrunden.
Erst zur Europameisterschaft 2002 qualifizierten sich die Iberer wieder. Zusammen mit Italien, dem Gastgeber Schweiz und England wurde die Mannschaft in Gruppe A gelost. Im Auftaktspiel gegen Italien erreichte das Team ein 1:1 gegen den Dauerrivalen Italien. Durch eine 0:2-Niederlage am zweiten Spieltag gegen die Schweiz war man vor dem letzten Spieltag gegen England gezwungen auf italienische Schützenhilfe zu hoffen. Diese spielten in ihrem dritten Spiel gegen die Schweiz. Obwohl Portugal 3:1 gewinnen konnte, reichte dieses Ergebnis nicht. Die Schweizer trennten sich 0:0 von Italien und qualifizierten sich nur auf Grund des besseren Torverhältnisses für das Viertelfinale.
2006 waren die Portugiesen als Gastgeber bereits qualifiziert. In Gruppe A wurde ihnen Deutschland, Serbien und Montenegro und Frankreich zugelost. Nach nur einem 1:0-Sieg gegen Deutschland aus drei Partien war bereits nach der Vorrunde Schluss für die Südeuropäer.
Ein Jahr später, 2007, und nicht wie üblich alle zwei Jahre, fand bereits die nächste Europameisterschaft statt. Mit vier Punkten und einem Torverhältnis von 5:2 wurde das Viertelfinale verpasst und nur Platz drei in der Vorrunde erreicht.

### Teilnahme bei U-21-Europameisterschaften
| 1978 | nicht qualifiziert |
| 1980 | nicht qualifiziert |
| 1982 | nicht qualifiziert |
| 1984 | nicht qualifiziert |
| 1986 | nicht qualifiziert |
| 1988 | nicht qualifiziert |
| 1990 | nicht qualifiziert |
| 1992 | nicht qualifiziert |
| 1994 | Finale             |
| 1996 | Viertelfinale      |
| 1998 | nicht qualifiziert |
| 2000 | nicht qualifiziert |
| 2002 | Vorrunde           |
| 2004 | 3. Platz           |
| 2006 | Vorrunde           |
| 2007 | Vorrunde           |
| 2009 | nicht qualifiziert |
| 2011 | nicht qualifiziert |
| 2013 | nicht qualifiziert |
| 2015 | Finale             |
| 2017 | Vorrunde           |
| 2019 | nicht qualifiziert |
| 2021 | Finale             |
| 2023 | Viertelfinale      |

Bemerkung: Zwischen 1978 und 1992 wurde die Endrunde einer U-21-Europameisterschaft nicht in einem Land ausgetragen, sondern durch Hin- und Rückspiele in den jeweiligen teilnehmenden Nationen absolviert.

## Trainer
- Jesualdo Ferreira: 1996–2000
- Agostinho Oliveira: 2001–2002
- José Romão: 2002–2004
- Agostinho Oliveira: 2004–2006
- José Couceiro: 2006–2007
- Rui Caçador: 2007–2009
- Oceano Cruz: 2009–2010
- Rui Jorge: 2010–

## Rekorde

### Rekordspieler
2. Juli 2023
| # | Name              | Spiele | Tore | erstes Spiel  | letztes Spiel |
| - | ----------------- | ------ | ---- | ------------- | ------------- |
| 1 | Manuel Fernandes  | 30     | 7    | 7. Sep. 2004  | 9. Sep. 2008  |
| 2 | Silvestre Varela  | 28     | 6    | 12. Okt. 2004 | 21. Juni 2007 |
| 2 | Ricardo Quaresma  | 28     | 6    | 6. Sep. 2002  | 28. Mai 2006  |
| 2 | João Pereira      | 28     | 1    | 17. Feb. 2004 | 28. Mai 2008  |
| 5 | Hugo Almeida      | 27     | 16   | 19. Nov. 2002 | 16. Juni 2007 |
| 5 | Fernando Brassard | 27     | 0    | 3. Sep. 1991  | 20. Apr. 1994 |
| 7 | Ednilson          | 26     | 3    | 28. März 2000 | 10. Okt. 2003 |
| 7 | Raul Meireles     | 26     | 2    | 29. Apr. 2003 | 28. Mai 2006  |
| 9 | Fábio Vieira      | 25     | 14   | 14. Nov. 2019 | 28. März 2023 |
| 9 | Cândido Costa     | 25     | 4    | 15. Aug. 2000 | 30. März 2004 |

- Fett gedruckte Namen können noch in die U-21 Nationalmannschaft berufen werden

### Rekordtorschützen
12. September 2023
| # | Name            | Tore | Spiele | Quote | erstes Spiel  | letztes Spiel |
| - | --------------- | ---- | ------ | ----- | ------------- | ------------- |
| 1 | Hugo Almeida    | 16   | 27     | 0.59  | 19. Nov. 2002 | 16. Juni 2007 |
| 2 | Gonçalo Ramos   | 14   | 18     | 0.78  | 12. Nov. 2020 | 11. Juni 2022 |
| 3 | Fábio Vieira    | 14   | 25     | 0.56  | 14. Nov. 2019 | 28. März 2023 |
| 4 | Hélder Postiga  | 12   | 16     | 0.75  | 5. Okt. 2001  | 18. Nov. 2003 |
| 5 | Toni            | 12   | 20     | 0.60  | 11. Feb. 1992 | 20. Apr. 1994 |
| 6 | Fabio Silva     | 9    | 17     | 0.53  | 6. Sep. 2021  | 12. Sep. 2023 |
| 7 | Diogo Gonçalves | 8    | 13     | 0.62  | 5. Sep. 2017  | 20. Nov. 2018 |
| 8 | Simão           | 8    | 15     | 0.53  | 25. März 1998 | 13. Nov. 2001 |
| 9 | Diogo Jota      | 8    | 20     | 0.40  | 17. Nov. 2015 | 20. Nov. 2018 |
| 9 | Paulo Costa     | 8    | 20     | 0.40  | 25. Jan. 2000 | 22. Mai 2002  |

- In Fettschrift angezeigte Namen können noch in die U-21 Nationalmannschaft berufen werden

## Ehemalige und bekannte Spieler
(Auswahl)
- Vítor Baía
- Nuno Capucho
- Sérgio Conceição
- Jorge Costa
- Rui Costa
- Fernando Couto
- Dimas
- Domingos
- Luís Figo
- João Moutinho
- João Pinto
- Sá Pinto
- Ricardo Quaresma
- Cristiano Ronaldo
- Carlos Secretário
- Simão
- Paulo Sousa
- Miguel Veloso
- Abel Xavier
- Bebé